# Charrismo sindical
El charrismo sindical es un concepto utilizado en México para hablar de un líder de sindicato que, en lugar de buscar el beneficio de sus compañeros trabajadores, obedece a los intereses de la empresa o de las autoridades gubernamentales. Se puede relacionar a lo que en diversos países se conoce como sindicalismo amarillo, en México también se utiliza el término 'sindicalismo blanco' en contraste a los 'sindicatos rojos' o 'comunista', por su supesta filiación política de izquierda y el lugar central de los intereses obreros en sus acciones.

## Historia del concepto
Si bien los intentos de infiltración por parte del Estado y las empresas, por medio del control de líderes obreros, es una práctica tan vieja como el mismo movimiento obrero, el origen del término 'charrismo' surgió en México 1948, a partir de los denominados 'charrazos' al interior del sindicato de ferrocarilleros. Primero, los trabajadores destituyeron al líder sindical, Jesús Díaz de León, alias 'el charro', debido al incumpliento del contrato colectivo de trabajo. Díaz de León recibió apoyo del presidente Miguel Alemán Valdés (1946-1952) quien envió agentes de la policía y al ejército para tomar las oficinas generales del gremio y así retener por la fuerza al dirigente destituido en su cargo. Posteriormente, con el mismo apoyo gubernamental, se logró imponer como líder ferrocarrilero a Alfonso Ochoa Partida. Ochoa Partida, además de ferrocarrilero, practicaba la charrería. Debidio a esto y al alías de Díaz de León a estos hechos se les llamó coloquialmente charrazos. De igual forma, un año después se dio la imposición de dirigentes en el sindicato petrolero. A partir de esto momentos se identificó por primera vez de forma clara a un líder sindical obedeciendo al grupo en el poder. Por ello, cada vez que en México un líder traiciona a sus representados se dice que "dio el charrazo".
El llamado charrazo sucede durante el régimen del Partido Revolucionario Institucional caracterizado por el enriquecimiento de las élites en el poder y un crecimiento económico que se logró muchas veces a expensas de los derechos de los trabajadores. El papel de los sindicatos obreros en los gobiernos de Manuel Ávila Camacho y Miguel Alemán Valdés dieron un giro contrastante al que tuvieron en sexenios anteriores, principalmente en el de Lázaro Cárdenas. El cambio implico una evidentra transformación en la política económica mexicana al implementarse el modelo de Industrialización por sustitución de importaciones, en donde el Estado ni el gobierno jugarían un papel central en los procesos industriales sino que dicho lugar sería tomado por la inversión privada con capital nacional y extranjero. "Esta transición no se podía hacer con un movimiento sindical tan combativo y en ascenso, acostumbrado a que el gobierno lo apoyara y se inclinara a su favor en los conflictos con el capital como en el gobierno cardenista; con una CTM en dónde su dirigente Vicente Lombardo Toledano y los grandes sindicatos nacionales, dirigidos varios de ellos por comunistas, tenían un gran peso."
Por ello, la relación gobierno-sindicato debía cambiar. Así "comenzó una campaña de hostigamientos y calumnias por parte del sector patronal en contra de sindicatos y sus dirigentes, se les acusó de ser agentes comunistas al servicio de Moscú y de querer hacer de México un país de Bolvechiques." Por su parte, el gobierno "en lugar de ponerse del lado de los sindicatos en esta campaña, se sumó a ella y empezó a regatearles incluso los derechos ya adquiridos; propició la división en el movimiento sindical, llegando incluso a la represión y a la imposición abierta de dirigentes."
A partir de este momento las principales organizaciones obreras fueron controladas por el PRI, dando paso a una etapa de 'Corporativismo sindical'. Uno de los "líderes charros" más célebres fue Fidel Velázquez, quien se mantuvo al frente de la Confederación de Trabajadores de México (CTM) durante más de 50 años.